# Frente Nacional (RDA)
A Frente Nacional da República Democrática Alemã (RDA) (em alemão: Nationale Front der Deutschen Demokratischen Republik, NF) foi uma aliança de diferentes partidos e organizações políticas da RDA, unidos sob o comando do Partido Socialista Unificado da Alemanha. 
A NF ganhava, muitas vezes, com percentagens superiores a 99% dos votos, dado que, no boletim de voto só se poderia a favor ou contra da Frente. Com a queda do regime socialista da RDA, a aliança foi dissolvida.

## Membros da Frente Nacional

### Partidos
| Nome | Nome                                     |
| ---- | ---------------------------------------- |
|      | Partido Socialista Unificado da Alemanha |
|      | União Democrata-Cristã                   |
|      | Partido Liberal Democrático              |
|      | Partido Nacional Democrático             |
|      | Partido Democrático dos Agricultores     |

### Organizações
- Federação Alemã dos Sindicatos Livres
- Juventude Livre Alemã
- Liga Democrática das Mulheres da Alemanha
- Associação Cultural da RDA
- Associação de Ajuda Mútua Camponesa
- Sociedade pela Amizade Alemã-Soviética
- Comité dos Resistentes Antifascistas
- Solidariedade Popular
- Associação do Desporto e Tecnologia
- Organização dos Pioneiros Ernst Thälmann
- Associação dos Escritores da RDA
- Domowina